# Мехмет Ниязи
Мехме́т Ниязи́ (крымскотат. Memet Niyaziy, Mehmet Niyazi; январь или февраль 1878 — 20 ноября 1931) — родившийся в Османской империи румынский и крымскотатарский поэт, журналист, школьный учитель, учёный и активист румынско-татарского происхождения. Считается, что он сыграл важную роль в сохранении связей между крымскотатарской диаспорой и их родной землёй. Наиболее известен благодаря своим лирическим произведениям, в которых описывается Крым (Зелёный остров и Зеленая Родина).

## Биография
Родился в мусульманской семье крымских беженцев в селе Ашчылар, Северная Добруджа. Он был вторым сыном в семье Исмаила и Азизе, двух грамотных крестьян и подданных Османской империи. Рождение Ниязи совпало с русско-турецкой войной 1877—1878 годов, которая завершилась присоединением региона к Королевству Румыния. В детстве он познакомился с татарской литературой и фольклором, османскому языку его обучил отец. В родном селе он окончил начальную школу. Вероятно, в подростковом возрасте он впервые начал создавать свои серии литературных произведений, которые, как отмечалось, опирались на элементы османской лексики.
В 1889 году семья покинула Румынию и переехала в османскую столицу Стамбул, где Мехмет учился в обычной школе. В последующие годы на него оказали влияния произведения Намыка Кемаля и Абдуллы Хамита. Он также в совершенстве изучил французский, арабский и персидский языки. В 1898 и 1899 годах он пытался обосноваться в российском Крыму и начать карьеру в качестве школьного учителя, но был выслан правительством в обоих случаях.
После смерти отца в 1904 году, Ниязи вернулся в Румынию и присоединился к татарской общине Констанца. Он женился на Сефике Абдулаким (также известной как Сапие); она была сестрой Казима Абдулакима (офицера Румынской армии и героя Первой мировой войны) и политика Селима Абдулакима. У пары было четыре дочери и двое сыновей (двое их детей умерли в подростковом возрасте).
Ниязи был назначен учителем местной татарской школы в 1906 году, преподавал османскую историю, османский язык, поэзию и прозу, персидскую литературу и калам. Между 1910 и 1914 годами он служил директором этого учебного заведения, а после 1916 года поселился в городе Меджидие, когда он был назначен директором местной исламской семинарии. В 1909 году он стал редактором журнала Dobruca, который издавался в Стамбуле издательским домом Kader. Там он начал публиковать свои короткие произведения.
В начале 1918 года, после того как Курултай провозгласил Крымскую народную республику, Ниязи переехал в Симферополь, где он присоединился к крымскотатарским активистам, редактировал газету Hak Ses и некоторое время работал в Крымском министерстве образования. Когда Красная армия вошла в Крым, он укрылся в Румынии. С этого момента Мехмет Ниязи сосредоточился на литературной деятельности, начался самый плодовитый этап в его литературной карьере. Он публиковал свои произведения на крымскотатарском языке (арабский алфавит). Как лидер общины, он оказывал влияние на новую волну крымских беженцев, которые искали вдохновение в политике прометеизма Второй Польской Республики.
Он умер от туберкулеза, незадолго до этого умерла его жена Сефика. Он был похоронен в Меджидие, на церемонии присутствовало множество его почитателей. На его массивном надгробии изображена крымская тамга.